# The Botanist (джин)
The Botanist — единственный джин, который создается дистиллерией Bruichladdich (Бруклади) на шотландском острове Айла.

## История
Джин получил свое название в честь двух местных ботаников, которых привлекли для поиска и подбора растений. Первая партия была выпущена в августе 2010 года.

## Производство
Джин проходит 24-часовую дистилляцию в редком перегонном кубе ломондского типа, прозванном Ugly Betty («Уродливая Бетти»), позволяющий проводить длительную 24-часовую дистилляцию (что в четыре раза дольше, чем требуется в среднем для перегонки виски).
The Botanist дистиллируется с 22 уникальными растительными компонентами (яблочная мята, чабрец, вереск, пижма, листья березы и др.), собранными на острове Айла, и 9 классическими ингредиентами (кориандр, ягоды можжевельника, цедра, лакрица и др.). Девять базовых растительных ингредиентов вымачиваются в течение ночи в спирте, после чего запускается процесс дистилляции джина. Далее пары спирта, получившиеся в ходе дистилляции, проходят через ёмкость внутри «лебединой шеи» перегонного куба, наполненную 22 ароматными растениями, собранными на острове Айла.
По состоянию на 2021 год заготовкой всех растений занимается Джеймс Дональдсон — штатный ботаник дистиллерии Бруклади. После перегонки крепость понижается родниковой водой из источника Dirty Dottie с фермы Octomore.
Этот традиционный сухой джин насыщен только растительными компонентами: в него не добавляют ни эссенций, ни масел, ни ароматизаторов.

## Характеристики
Вкус: богатый и мягкий, сначала чуть холодный, а позже — теплый и чистый, с доминирующим свежим тоном цитрусовых.
Пьется в чистом виде или в составе коктейлей, хорошо сочетается с тоником.

## Использование растительных ингредиентов в алкогольных напитках с острова Айла
Идея использовать растения с пряными запахами для придания вкуса алкогольным напиткам не нова. С давних пор специалисты по перегонке с острова Айла использовали природные ингредиенты, находившиеся у них под рукой, для того, чтобы улучшить вкус виски деревенского производства, который они перегоняли с помощью небольших разборных дистилляционных аппаратов на производствах, скрытых в труднодоступных горных долинах.
По словам Джима МакЮэна, мастера по перегонке и директора по производству дистиллерии Bruichladdich, оригинальный виски, который прежде именовался usquebaugh (то есть «живая вода») представлял собой спиртной напиток прозрачного цвета, по вкусу больше похожий на джин, нежели на односолодовый виски десятилетней выдержки.

## Сертификация B-CORP
4 мая 2020 года дистиллерия Бруклади получила сертификацию B-Corp вместе с еще 3327 компаниями в 150 отраслях из 71 страны, которые прошли независимую проверку B Lab и признаны как «компании, ведущие бизнес во благо». Это означает соблюдение высоких стандартов социальной и экологической деятельности, прозрачности, отчетности, другими словами, баланс между прибылью и целями.

## Перегонный куб Ugly Betty («Уродливая Бетти»)
Шотландский писатель Том Мортон в своей книге «Дух приключений» (Spirit of Adventure) описывает этот куб как «громадный, перевернутый вверх дном мусорный ящик из меди».
В разработанном после Второй мировой войны перегонном аппарате типа «Ломонд» перегонный куб экспериментальным образом соединялся с ректификационной колонной. Аппарат был призван удовлетворить растущий спрос на односолодовый виски. Инженер-химик Алистер Каннингем и чертежник-конструктор Артур Уоррен разработали этот универсальный перегонный механизм в 1955 году как аппарат для производства различных видов виски.

## Награды
- Награда Diamond prize на конкурсе Femmes et Spiriteux du Monde в Монако в 2011 году;
- Награда The Whisky Exchange Spirit of the Year 2013[5];
- International Taste & Quality Institute — получил 3 звезды и награду Superior Taste Awards;
- The Spirits Business Masters 2015 — получил Master Status Travel Retail Masters;
- Ultimate Spirits Challenge 2015 — 89 баллов, награда Tried and True Award[6];
- Falstaff Magazine’s Bar and Spirit Awards — награда Best Gin 2016.